# Claude Legrand
Claude Legrand (* 16. August 1941 in Lamoura) ist ein ehemaliger französischer Skilangläufer.
Legrand trat international erstmals bei den Olympischen Winterspielen 1964 in Innsbruck in Erscheinung, wobei er den 37. Platz über 15 km und den 25. Platz über 30 km errang. Bei den Nordischen Skiweltmeisterschaften 1966 in Oslo nahm er am 50-km-Lauf teil, welchen er aber vorzeitig beendete. Letztmals international startete er bei den Olympischen Winterspielen 1968 in Grenoble. Dort kam er auf den 41. Platz über 50 km.